# Leone III d'Armenia

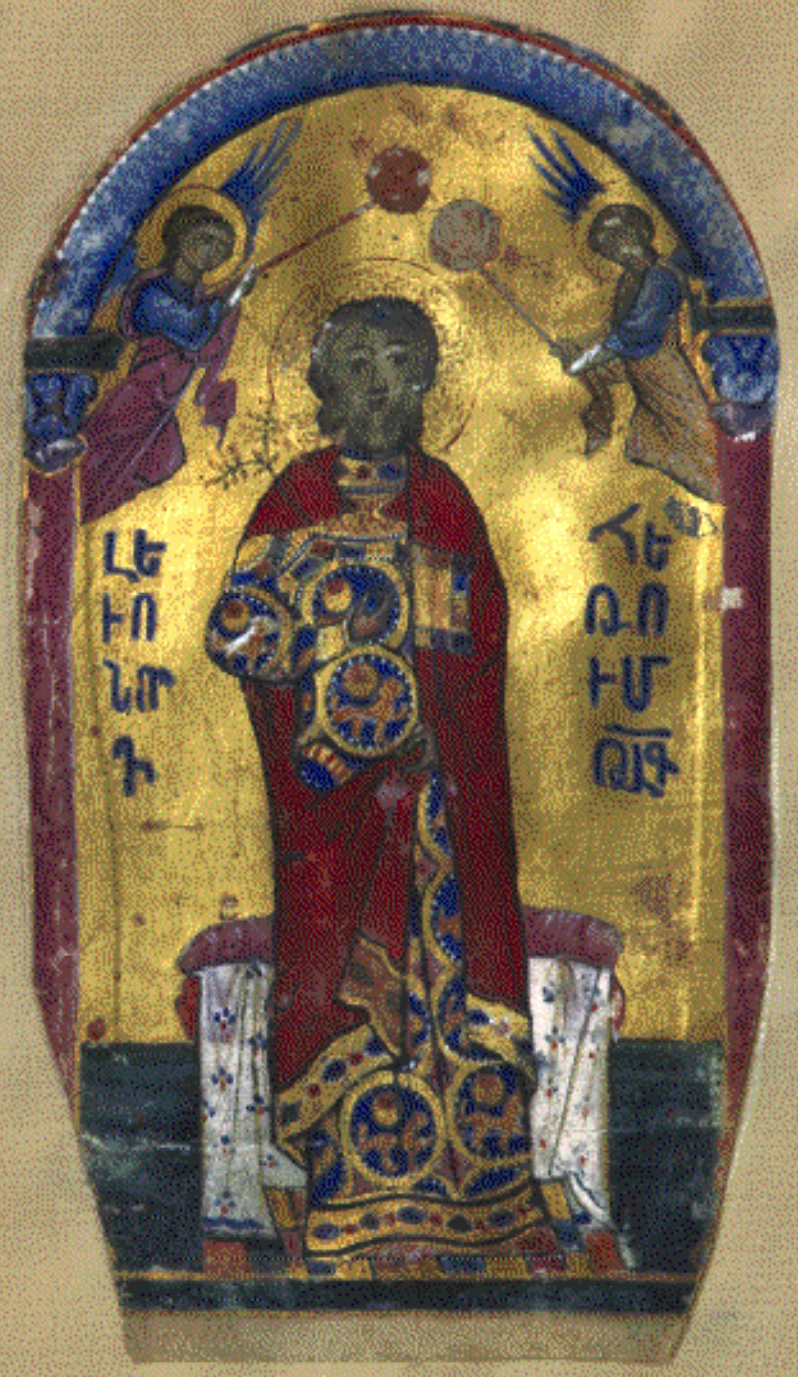
Leone III, ritratto giovanile, opera di Toros Roslin.

Leone III d'Armenia, anche Leone II (in armeno Լեիոն Բ?, Levon; 1236 circa – Sis, 6 febbraio 1289), fu re della Piccola Armenia, dal 1269/1270 fino alla morte.

## Biografia

### Origini familiari
Leone nacque nel 1236, figlio del re Aitone I, della casata degli Hetumidi e della regina Zabel, ultima regnante della casata dei Rupenidi.
Hetum e Zabel erano stati costretti a sposarsi, nel 1226, dal padre di lui, Costantino di Barbaron, che aveva organizzato l'assassinio del primo marito di Zabel per poter mettere il proprio figlio al posto di co-regnante al fianco di Zabel.
Essi ebbero sei figli, dei quali Leone era il maggiore. Una della due sorelle, Sibilla d'Armenia, fu maritata a Boemondo VI d'Antiochia per portare la pace tra il Regno armeno di Cilicia e il Principato di Antiochia.

### La giovinezza

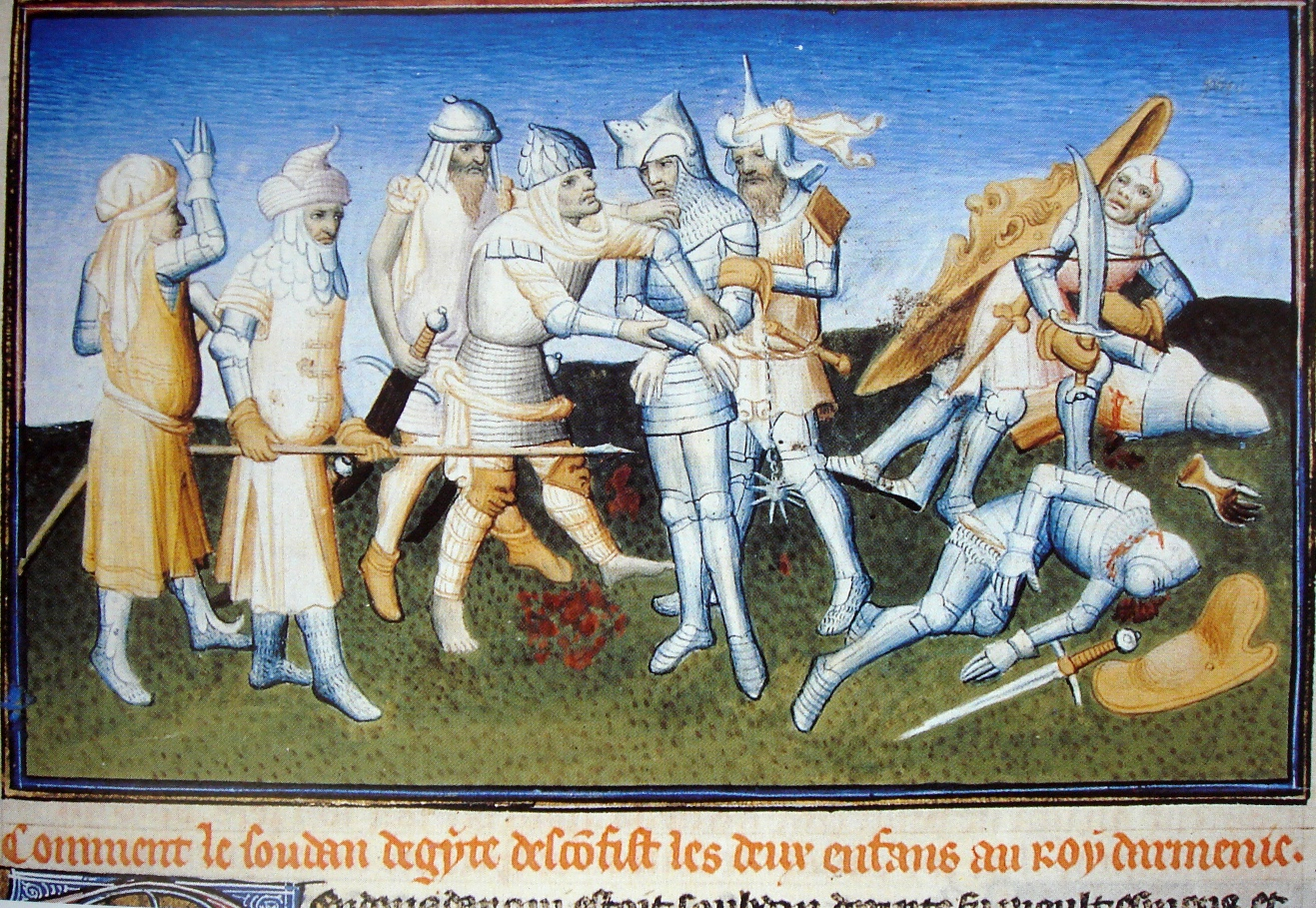
I Mamelucchi uccidono Thoros e catturano Leone al disastro di Mari, nel 1266; miniatura da Il Milione, XV secolo.

Nel 1266, mentre il loro padre re Aitone I era presso la corte dei mongoli a chiedere aiuto, Leone ed il suo fratello minore Thoros combatterono per respingere gli invasori Mamelucchi, guidati da Mansur II e da Qalawun, alla battaglia di Mari.
Thoros fu ucciso in combattimento e Leone, insieme con 40.000 soldati armeni, fu catturato ed imprigionato.
Il re Aitone, al suo ritorno, per riscattare suo figlio dovette pagare ai Mamelucchi una forte somma di denaro, consegnare loro molte fortezze ed accettare di intercedere con il sovrano mongolo Abaqa al fine di ottenere la liberazione di parenti del sultano Baybars.

### Il regno
Nel 1269 Hetum I abdicò in favore di suo figlio, e si fece monaco francescano; morì l'anno successivo.
Il nuovo re Leone II fu conosciuto come un re pio, devoto alla cristianità.
Egli favorì attive relazioni commerciali con l'occidente, rinnovando gli accordi commerciali con gli italiani e stringendone di nuovi con i catalani.
Egli inoltre cercò di rafforzare l'alleanza con i mongoli, come suo padre Hetum I che aveva sottomesso la Cilicia armena all'autorità mongola nel 1247.

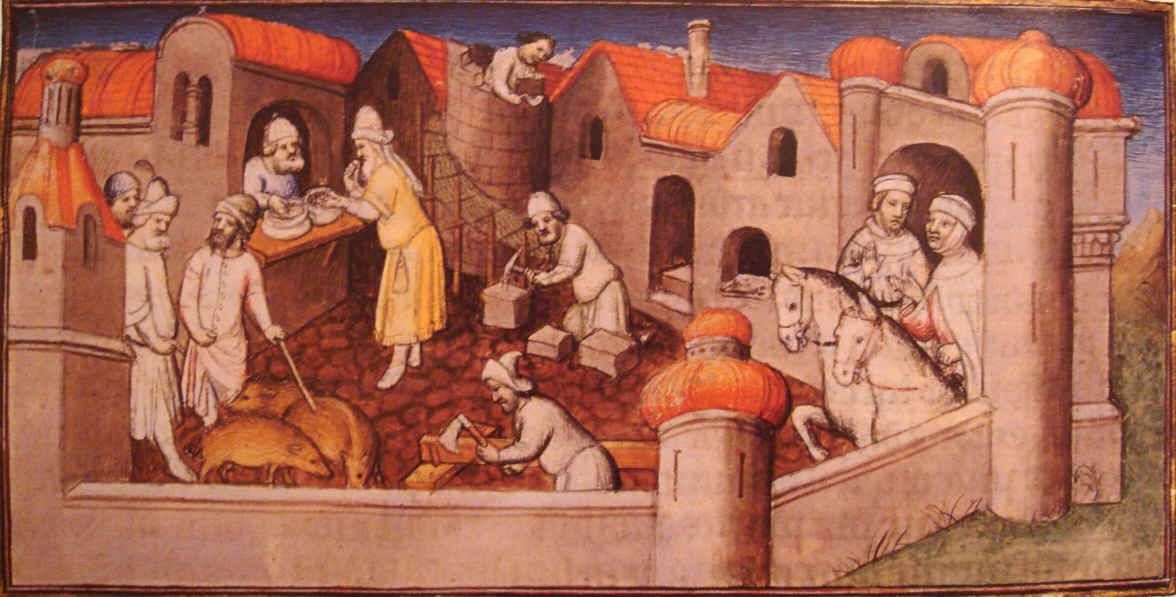
L'operoso porto di Laiazzo quando fu visitato da Marco Polo nel 1271; miniatura da Il Milione, XV secolo.

Nel 1271, Marco Polo visitò il porto di Laiazzo e commentò favorevolmente il regno di Leone e la ricchezza del paese, sebbene annotasse che le forze militari erano piuttosto demoralizzate:
(Marco Polo Il Milione Cap. 19)
Nel 1275 il sultano mamelucco Baybars invase la Cilicia per la seconda volta.
Leone andò alla corte di Abaqa, khan di Persia, per mettersi sotto la sua protezione e chiedergli di aiuto contro i Mamelucchi; ma i mongoli di Persia non poterono intervenire perché minacciati dai loro cugini Chagatai, mongoli insediati nel sud dell'attuale Russia, che sostenevano l'Islam.
L'anno successivo, l'Armenia si difese da un'invasione dei Turkmeni, lo Sparapet Sempad, zio di Leone, fu ucciso in combattimento.

#### Alleanza con i Mongoli

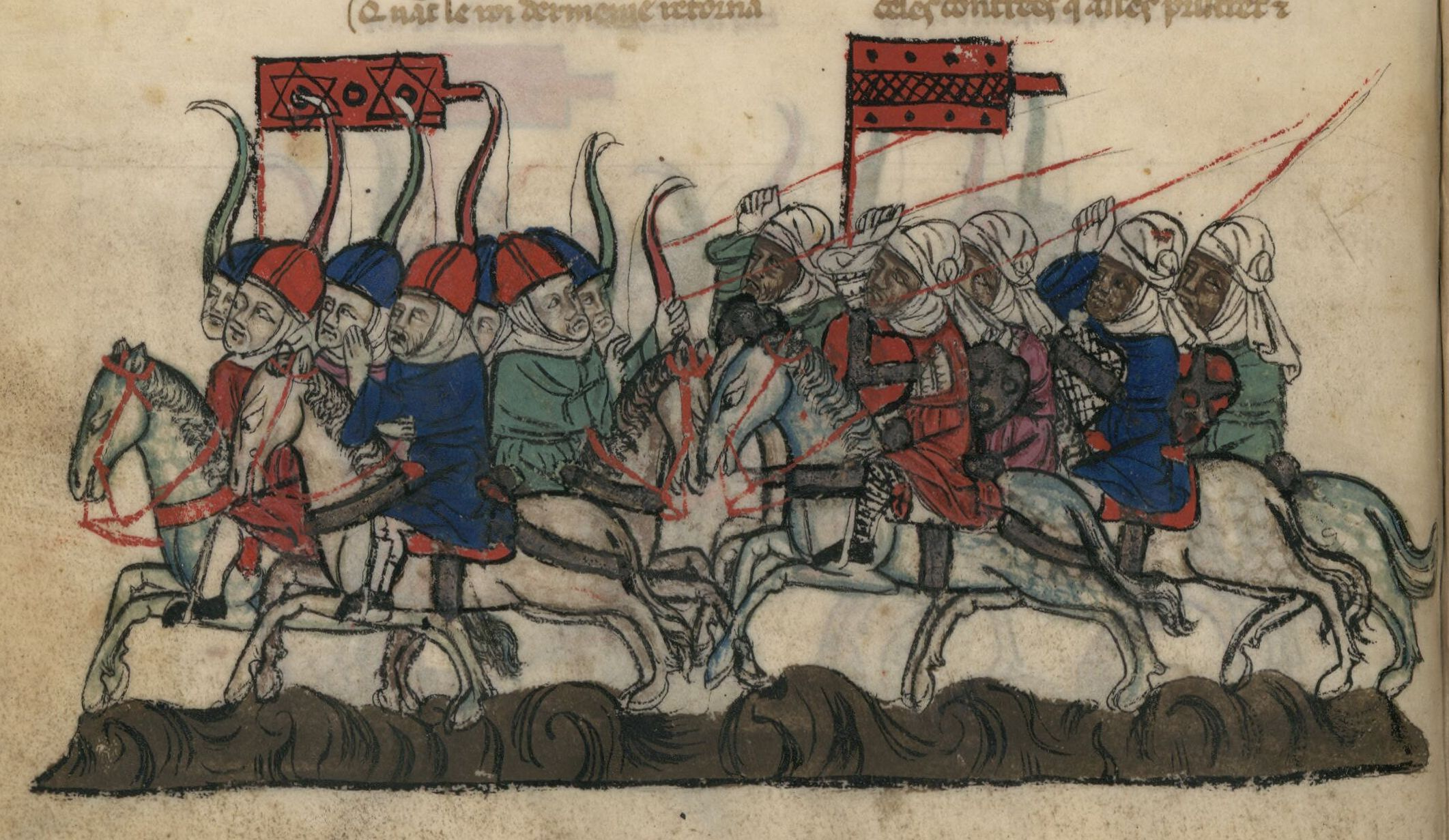
I mongoli e gli armeni furono sconfitti dai Mamelucchi alla seconda battaglia di Homs, nel 1281.

Nel 1281 Leone si unì ai Mongoli nella loro invasione della Siria, ma furono sconfitti nella seconda battaglia di Homs.
Leone dovette trattare per la pace, e nel 1285 ottenne una tregua di 10 anni in cambio di tributi ed importanti concessioni territoriali ai Mamelucchi.

### Matrimonio e discendenza
Il 15 gennaio 1262 Leone sposò Keran (Kir Anna), la figlia del principe Hetum di Lampron.
Duriante i ventun anni del loro matrimonio Keran diede a Leone dieci figli e sei figlie; tre bambini e tre bambine probabilmente morirono in tenera età.
Cinque dei suoi figli salirono al trono, spesso lottando l'un l'altro.
Il maggiore, Aitone II, abdicò dopo quattro anni in favore del fratello più giovane Teodoro III d'Armenia, che lo richiamò sul trono nel 1294.
Nel 1296 il loro fratello Sempad usurpò il trono e fece strangolare Teodoro ed accecare Aitone.
Nel 1298 Sempad fu rovesciato dal loro fratello minore Costantino III d'Armenia, che fu rimpiazzato dal fratello maggiore Hetum, che nel 1305 abdicò in favore del figlio di Teodoro Leone IV.
In seguito fu Oscin a regnare ed infine il trono fu ereditato dal figlio di Zabel e di Amalrico.
Leone morì nel 1289 e fu sepolto a Trazarg, gli successe suo figlio Aitone II.

## Ascendenza
|                            |                   |                          | Genitori                  |  |  | Nonni |  |  | Bisnonni            |  |  | Trisnonni |  |
|                            |                   |                          |                           |  |  |       |  |  | Vacaghk di Barbaron |  |  | …         |  |
|                            |                   |                          |                           |  |  |       |  |  | Vacaghk di Barbaron |  |  | …         |  |
|                            |                   | …                        |                           |  |  |       |  |  | Vacaghk di Barbaron |  |  |           |  |
| Costantino di Barbaron     |                   |                          |                           |  |  |       |  |  | Vacaghk di Barbaron |  |  |           |  |
|                            |                   | …                        | …                         |  |  |       |  |  |                     |  |  |           |  |
|                            |                   | …                        | …                         |  |  |       |  |  |                     |  |  |           |  |
|                            |                   | …                        | …                         |  |  |       |  |  |                     |  |  |           |  |
| Aitone I d'Armenia         |                   | …                        |                           |  |  |       |  |  |                     |  |  |           |  |
|                            |                   | Aitone III di Lampron    | …                         |  |  |       |  |  |                     |  |  |           |  |
|                            |                   | Aitone III di Lampron    | …                         |  |  |       |  |  |                     |  |  |           |  |
|                            |                   | Aitone III di Lampron    | …                         |  |  |       |  |  |                     |  |  |           |  |
| Alix Pahlavouni di Lampron |                   | Aitone III di Lampron    |                           |  |  |       |  |  |                     |  |  |           |  |
|                            |                   | Rita dei Rupenidi        | …                         |  |  |       |  |  |                     |  |  |           |  |
|                            |                   | Rita dei Rupenidi        | …                         |  |  |       |  |  |                     |  |  |           |  |
|                            |                   | Rita dei Rupenidi        | …                         |  |  |       |  |  |                     |  |  |           |  |
| Leone III d'Armenia        |                   | Rita dei Rupenidi        |                           |  |  |       |  |  |                     |  |  |           |  |
|                            | Stefano d'Armenia | Leone I d'Armenia        |                           |  |  |       |  |  |                     |  |  |           |  |
|                            | Stefano d'Armenia | Leone I d'Armenia        |                           |  |  |       |  |  |                     |  |  |           |  |
|                            | Stefano d'Armenia | Beatrice di Rethel       |                           |  |  |       |  |  |                     |  |  |           |  |
| Leone II d'Armenia         | Stefano d'Armenia |                          |                           |  |  |       |  |  |                     |  |  |           |  |
|                            |                   | Rita di Barbaron         | …                         |  |  |       |  |  |                     |  |  |           |  |
|                            |                   | Rita di Barbaron         | …                         |  |  |       |  |  |                     |  |  |           |  |
|                            |                   | Rita di Barbaron         | …                         |  |  |       |  |  |                     |  |  |           |  |
| Isabella d'Armenia         |                   | Rita di Barbaron         |                           |  |  |       |  |  |                     |  |  |           |  |
|                            |                   | Amalrico II di Lusignano | Ugo VIII di Lusignano     |  |  |       |  |  |                     |  |  |           |  |
|                            |                   | Amalrico II di Lusignano | Ugo VIII di Lusignano     |  |  |       |  |  |                     |  |  |           |  |
|                            |                   | Amalrico II di Lusignano | Bourgogne de Rançon       |  |  |       |  |  |                     |  |  |           |  |
| Sibilla di Lusignano       |                   | Amalrico II di Lusignano |                           |  |  |       |  |  |                     |  |  |           |  |
|                            |                   | Sibilla di Gerusalemme   | Amalrico I di Gerusalemme |  |  |       |  |  |                     |  |  |           |  |
|                            |                   | Sibilla di Gerusalemme   | Amalrico I di Gerusalemme |  |  |       |  |  |                     |  |  |           |  |
|                            |                   | Sibilla di Gerusalemme   | Agnese di Courtenay       |  |  |       |  |  |                     |  |  |           |  |
|                            |                   | Sibilla di Gerusalemme   |                           |  |  |       |  |  |                     |  |  |           |  |